# Silesia Verein Chemischer Fabriken

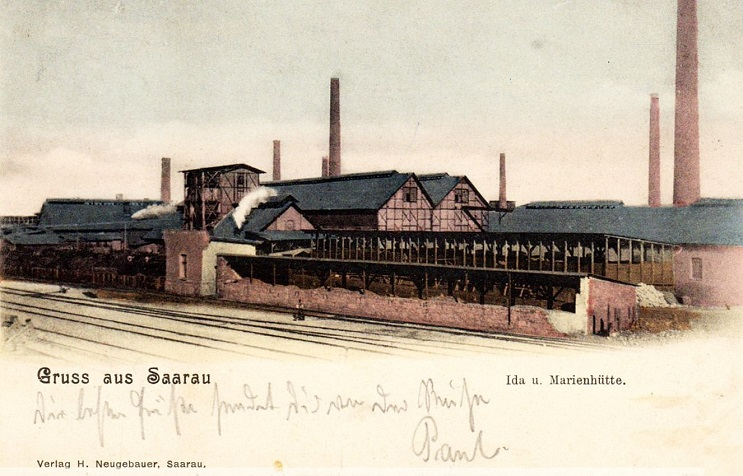
Fabrik in Ida- und Marienhütte bei Saarau (1873)

Die AG „Silesia“ Verein Chemischer Fabriken war ein Unternehmen der Chemischen Industrie in der Rechtsform einer Aktiengesellschaft (AG), das formal von 1872 bis 1979 existierte. Sein Sitz war bei der Gründung noch in Breslau, später am Produktionsstandort in Ida- und Marienhütte bei Saarau in Schlesien und ab 1949 in Frankfurt am Main. Das Unternehmen produzierte Schwefelsäure, Glaubersalz, Soda, Chlorkalk und Bichromate, außerdem organische Produkte wie Benzol-Kohlenwasserstoffe und deren Nitro- und Aminoverbindungen, Vulkanisationsbeschleuniger und Alterungsschutzmittel für Kautschuk, Kunstdünger (Superphosphate, Mischdünger, Gartendünger Phostikal), Unkrautvernichtungsmittel, Mineralfarben (Ultramarin, Fußbodenfarben, Chemische Buntfarben, Kalk- und Spezialfarben, Lithopone) sowie den Kunstkautschuk „Thiokol“.

## Geschichte

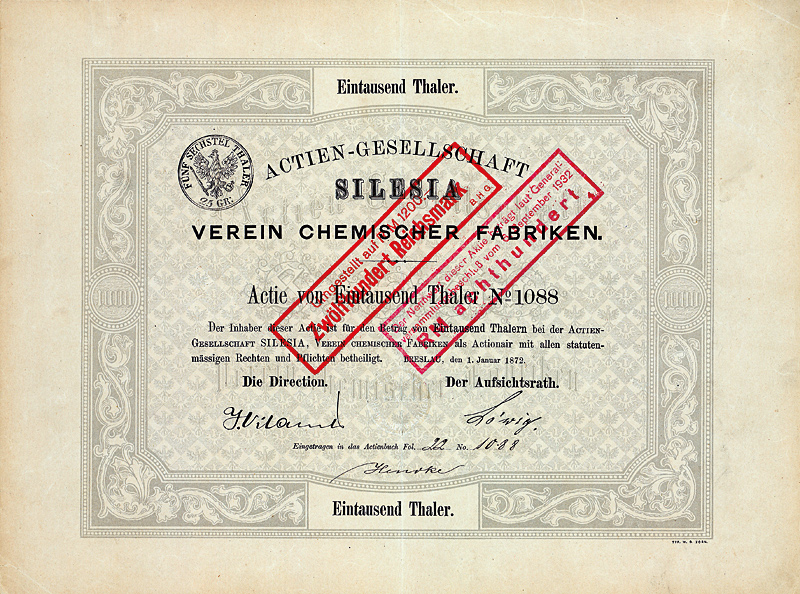
Aktie über 1000 Taler vom 1. Januar 1872

Nachdem der 1867 in Preußen geadelte Gutsbesitzer, Geheime Kommerzienrat. und Unternehmer Carl von Kulmiz (1809–1874) sechzehn Jahre lang die Region zwischen den niederschlesischen Städten Breslau und Waldenburg erforscht hatte, entdeckte er dort eine Lagerstätte mit Schwefelkies (bzw. Pyrit). Am zukünftigen Abbaugebiet gründete er 1858 zunächst eine Kommanditgesellschaft auf Aktien (KGaA) unter der Firma Chemische Fabrik „Silesia“. In dieser ersten großen Chemiefabrik Schlesiens arbeiteten anfangs beispielsweise die Chemiker Julius Knoevenagel und Eugen de Haën, bevor beide 1860 nach Linden bei Hannover gingen, um dort eigene Chemieunternehmen zu gründen. Die „Silesia“ und Kulmiz’ andere Unternehmungen in der Region markieren den Beginn der Industrialisierung in Mittel- und Niederschlesien.
In der Hochphase der Gründerzeit wurde die „Silesia“ am 8. Januar 1872 in eine Aktiengesellschaft umgewandelt, die Firma lautete nun „Silesia“ Verein Chemischer Fabriken, das Aktienkapital betrug 1,88 Mio. Taler bzw. 5,64 Mio. Mark. Zu diesem Unternehmen zählten neben der Chemiefabrik in Ida- und Marienhütte eine ebenfalls Kulmiz gehörende, in der Nähe gelegene Düngerfabrik, außerdem die Chemiefabrik mit Schwefelkiesgruben des Morgenstern-Werks in Rohnau (Wieściszowice) und Phosphoritgruben in Nassau
Noch im gleichen Jahr erwarb die „Silesia“ eine Düngerfabrik in Woischwitz (Wojszyce, heute Stadtteil von Breslau). Durch einen langfristigen Vertrag sicherte sich das Unternehmen die Nutzungsrechte an den Abgasen der Kokerei der zum Kulmiz-Konzern gehörenden Melchiorgrube bei Dittersbach (Dzietrzychów) und errichtete dort eine Teerdestillation. 1898 ging eine Anlage zur Gewinnung von Glaubersalz und Salzsäure in Idaweiche bei Kattowitz in Betrieb, 1899 beim Stammwerk eine Anlage für Anilinöl und Anilinsalz. Die 1903 erworbenen Produktionsanlagen in Schweinfurt, Frankfurt (Oder) und Zawadzki (Zawadzkie) wurden Anfang 1911 an die Chemische Fabrik Schweinfurt GmbH in Schweinfurt bzw. die Chemische Fabrik Hoherlehme GmbH in Hoherlehme veräußert.
Erstmals 1905 wurde die Chemiefabrik mit einer Dampfmaschine von Borsig ausgestattet, 1911 und 1912 dann mit je einer aus der Produktion der Görlitzer Maschinenbau-Anstalt und Eisengießerei.
Um 1914 saßen im Aufsichtsrat der „Silesia“ noch zwei Nachkommen des Carl von Kulmiz-Konradswaldau, Rittergutsbesitzer Eugen von Kulmiz (1850–1925) und einer seiner jüngeren Söhne, Helmuth Paul von Kulmiz-Gutwohne (1887–1932), letzterer auch noch Mitte der 1920er Jahre. Das Unternehmen unterhielt zu dieser Zeit eine Zweigniederlassung in Breslau, die Höhe des Aktienkapitals war seit der Gründung unverändert geblieben.
Ende 1920 / Anfang 1921 erwarb die Berliner Rütgerswerke AG durch ein vorteilhaftes Aktientausch-Angebot an die Aktionäre eine Aktienmehrheit der „Silesia“. Am 25. Mai 1923 folgte ein Betriebsvertrag, durch den alle Produktionsanlagen der „Silesia“ in die Organisation der Rütgerswerke integriert wurden. Nach dem Ende der Inflation durch die Währungsreform erfolgte im Januar 1925 die Umstellung des seit 1914 unverändert gebliebenen Aktienkapitals im Verhältnis 5:2 auf 2,256 Mio. Reichsmark (RM). 1928 konzentrierte sich die Produktion nur noch auf die Anlagen in Ida- und Marienhütte. Im September 1932 wurde das Aktienkapital auf 1,5 Mio. RM herabgesetzt und blieb bis 1943 unverändert. Die Rütgerswerke AG machte den verbliebenen „Silesia“-Aktionären ein weiteres Tauschangebot, um alleinige Inhaberin zu werden – was aber nicht vollständig gelang.
Zur Zeit des Nationalsozialismus und bis in den Zweiten Weltkrieg hinein fanden Aktionärsversammlungen statt, die vermutlich letzte ordentliche Hauptversammlung am 3. Juni 1943.
Nach der Neugründung der beiden deutschen Staaten Deutsche Demokratische Republik (DDR) und Bundesrepublik Deutschland (BRD) wurde 1949 der Sitz der „Silesia“ – ebenso wie zwei Jahre zuvor der Sitz der Rütgerswerke AG – nach Frankfurt am Main verlegt, das formal noch selbständige Unternehmen besaß aber wohl keine eigenen Produktionsstandorte in der BRD. 1979 wurde das Unternehmen vollständig in die Rütgerswerke AG integriert und erlosch damit.

## Archivalien
Archivalien von und über die Silesia finden sich beispielsweise:
- Untersuchungen von Wasser-, Boden- und Luftproben für den Zeitraum von 1926 bis 1930, aus der Provenienz der Reichsanstalt für Wasser- und Luftgüte (1942–1945), jetzt im Bundesarchiv unter der Signatur BArch R 154/11585[12]